# Occhiolà
Occhiolà è un antico borgo medioevale, oggi abbandonato, posto sui tre crinali della collina di Terravecchia, circa 2 km a nord di Grammichele, nella Sicilia centro-orientale. Sulla sommità si trovano i resti del castello. L'abitato venne completamente distrutto dal terremoto del 1693.

## Le origini
L'abitato sorgeva quattro chilometri a sud-ovest di Grammichele nella località denominata Terravecchia, sulle sommità e nelle insellature di tre colline facenti parte di un sistema di formazione arenaria dai fianchi particolarmente ripidi. Dal sistema di colline alcuni rigagnoli alimentano il torrente Caltagirone. Dell'abitato è ancora possibile vedere i resti del castello, delle chiese e delle abitazioni e altre rovine che si estendono verso Santo Spirito. Negli scavi condotti dal 1890 l'archeologo Paolo Orsi (1859-1935) rilevava, dove terminano le rovine medievali, la presenza di ulteriori resti più antichi ma manomessi dalla riduzione in colture dei campi dove sorgevano e dall'asportazione di materiale per le successive ricostruzioni di Occhiolà. L'Orsi vedeva in quelle rovine l'esistenza certa di un precedente insediamento ellenistico o tardo-greco, particolarmente sviluppato in forma di acropoli sulla cima appiattita di una collina di 490 m. L'ipotesi avanzata è che si tratti del residuo di un insediamento siculo ellenizzato menzionato da Diodoro Siculo con il nome di Echetla in riferimento all'occupazione siracusana del 309 a.C.; tuttavia l'ipotesi non è condivisa da tutti gli studiosi, alcuni dei quali non concordano con quanto ipotizzato da Orsi (vedi Antonio Taramelli. I reperti archeologici sono conservati presso il locale museo comunale di Grammichele e presso il Museo Archeologico Paolo Orsi di Siracusa. Nel 1993, in occasione del 300º anniversario della distruzione a causa del terremoto, venne avviata la realizzazione del Parco Archeologico di Occhiolà, già interessato da frequenti campagne di scavo.

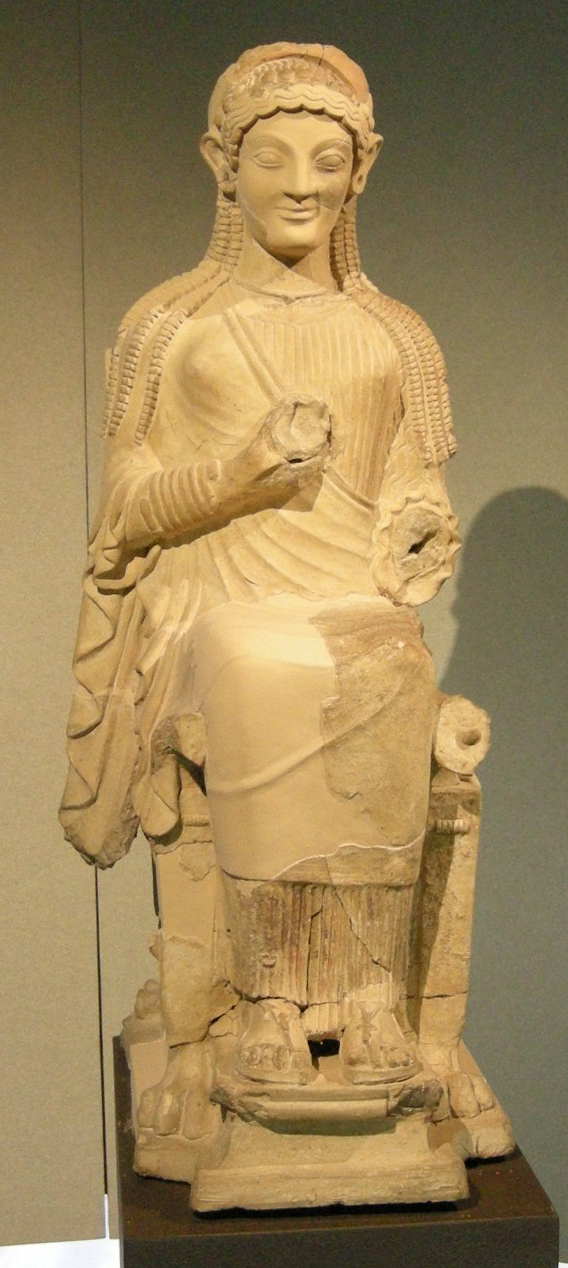
Statua votiva fine VI-inizio V secolo a.C.
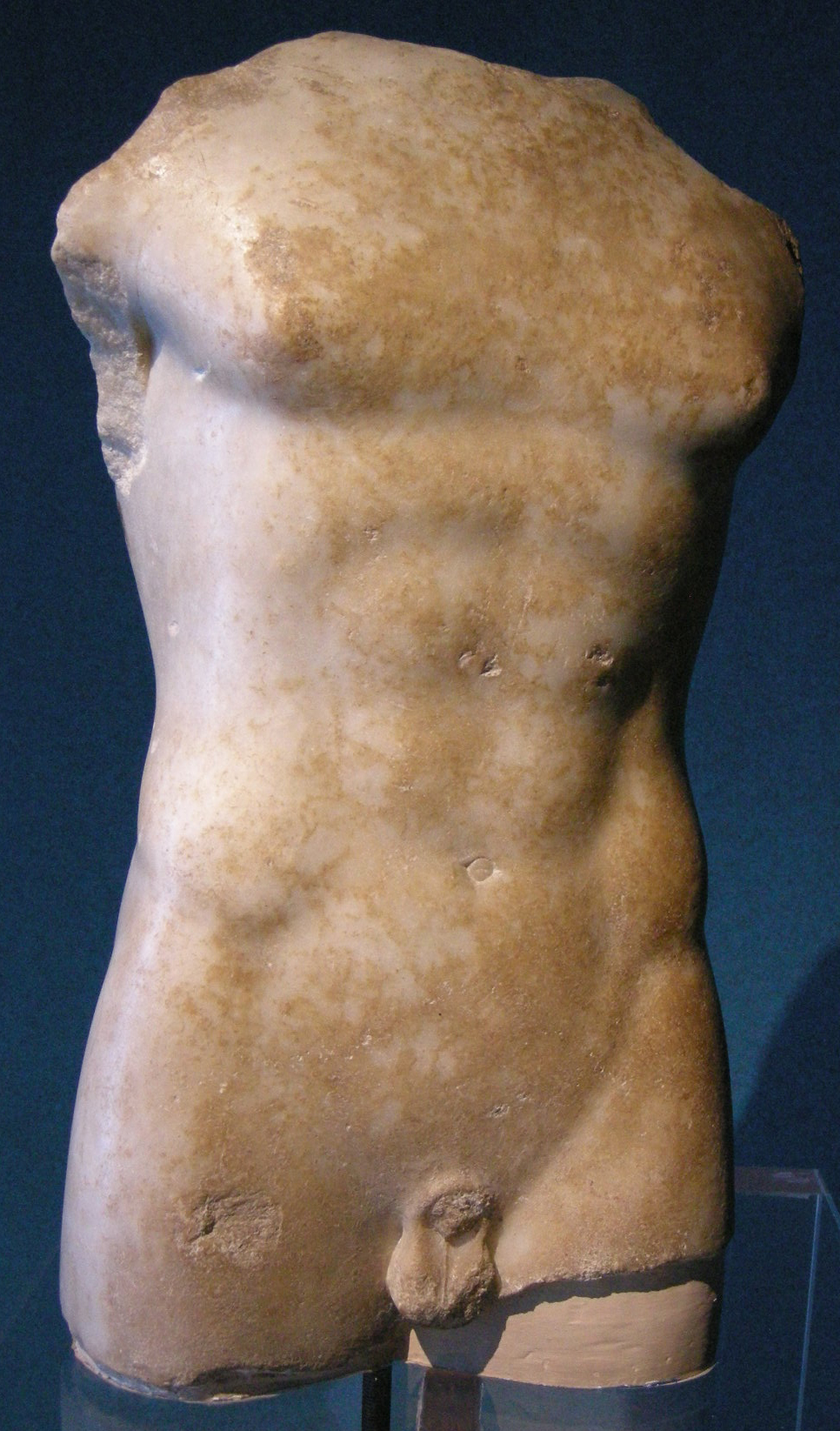
torso di kouros , inizi V secolo a.C.

## La popolazione

### Condizioni economiche

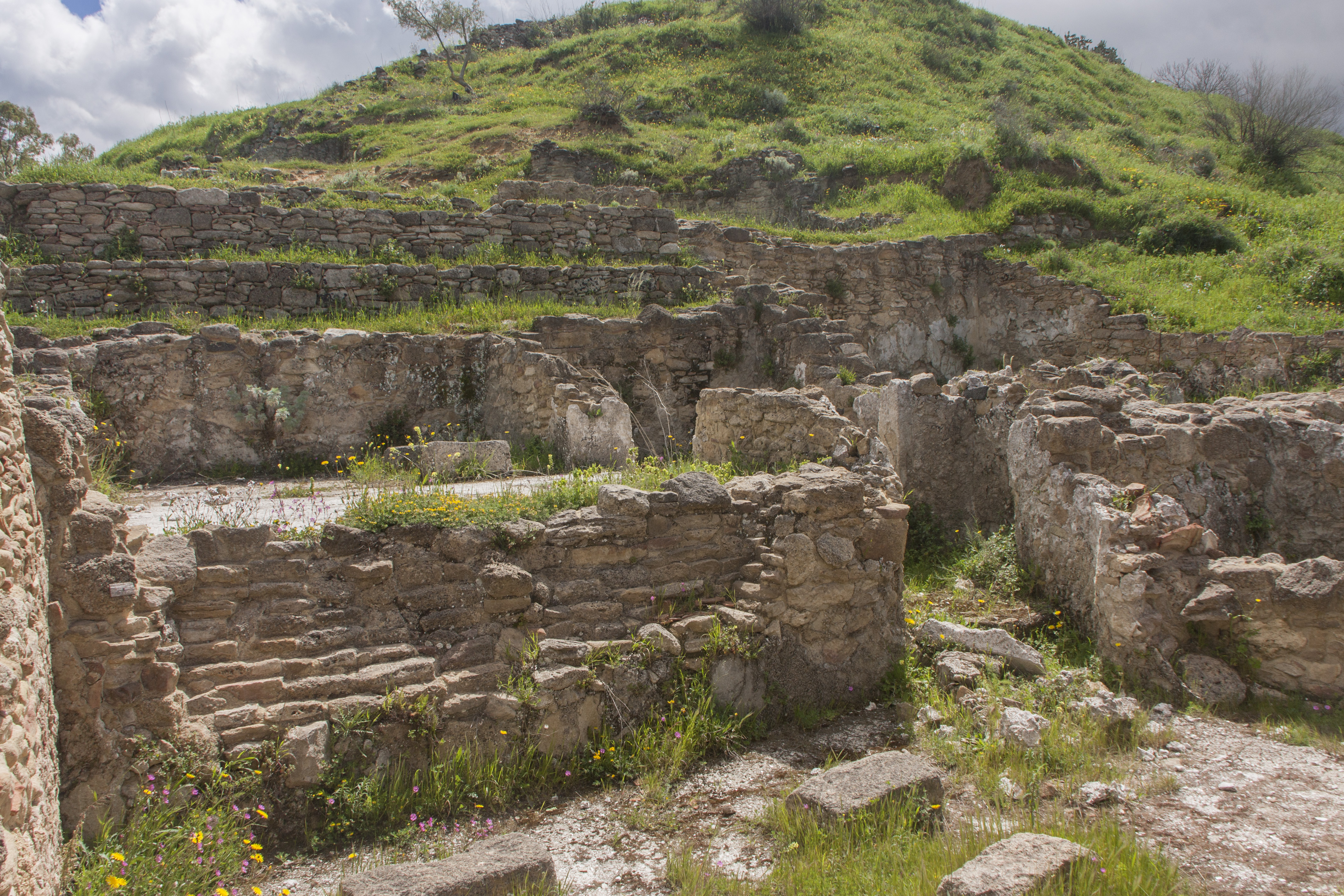
Abitazioni

Nell'antico paesino di Occhiolà vivevano circa tremila abitanti la maggior parte coltivatori della terra, pochi i braccianti. Quasi ogni contadino aveva la sua casetta ad un solo piano terreno; poche erano le famiglie che abitavano in case con diverse stanze. Per l'angustia delle case molte cose si facevano sulla strada; si spaccava la legna, si rigovernavano le stoviglie, sulla strada le donne filavano, cucivano e discutevano sulle loro giornate.

### Situazione sociale
Una piccolissima parte della popolazione era costituita da medici, notai e uomini di legge. Un'altra piccola parte era costituita dagli artigiani cioè da fabbri, sarti, falegnami, barbieri.

### La distruzione del 1693
Domenica 11 gennaio 1693 verso le ore 14, mentre la popolazione cercava di sistemare le proprie case danneggiate dal terremoto avvenuto il venerdi 9 gennaio, una nuova fortissima scossa distrusse l'abitato. I superstiti abbandonarono l'abitato e si trasferirono verso l'eremitorio Madonna del Piano e verso le campagne di Margi e Camemi. Al momento del terremoto l'abitato di Occhiolà contava 2 910 abitanti: secondo alcune fonti (Mongitore) ne morirono 1 407; per altre (Gallo) 725, per altre (Boccone) ci furono circa 100 morti e 190 feriti. Il paese fu totalmente atterrato.

## Gli aiuti del Principe
I giurati di Occhiolà pensarono di informare il principe di quanto era accaduto, così per mezzo di un corriere gli inviarono una lettera. Il principe Don Carlo Maria Carafa, che abitava a Mazzarino si mostrò molto disponibile ad aiutare la popolazione e inviò nel suo territorio di Occhiolà, tanti viveri da distribuire ai superstiti. 
Dalle rovine di Occhiolà nacque l'odierna Grammichele, città a pianta esagonale, voluta dal principe Carlo Maria Carafa su disegno dell'architetto Fra' Michele da Ferla.

Nella zona di Occhiolà sopravvisse la chiesa e l'eremo della Madonna del Piano.

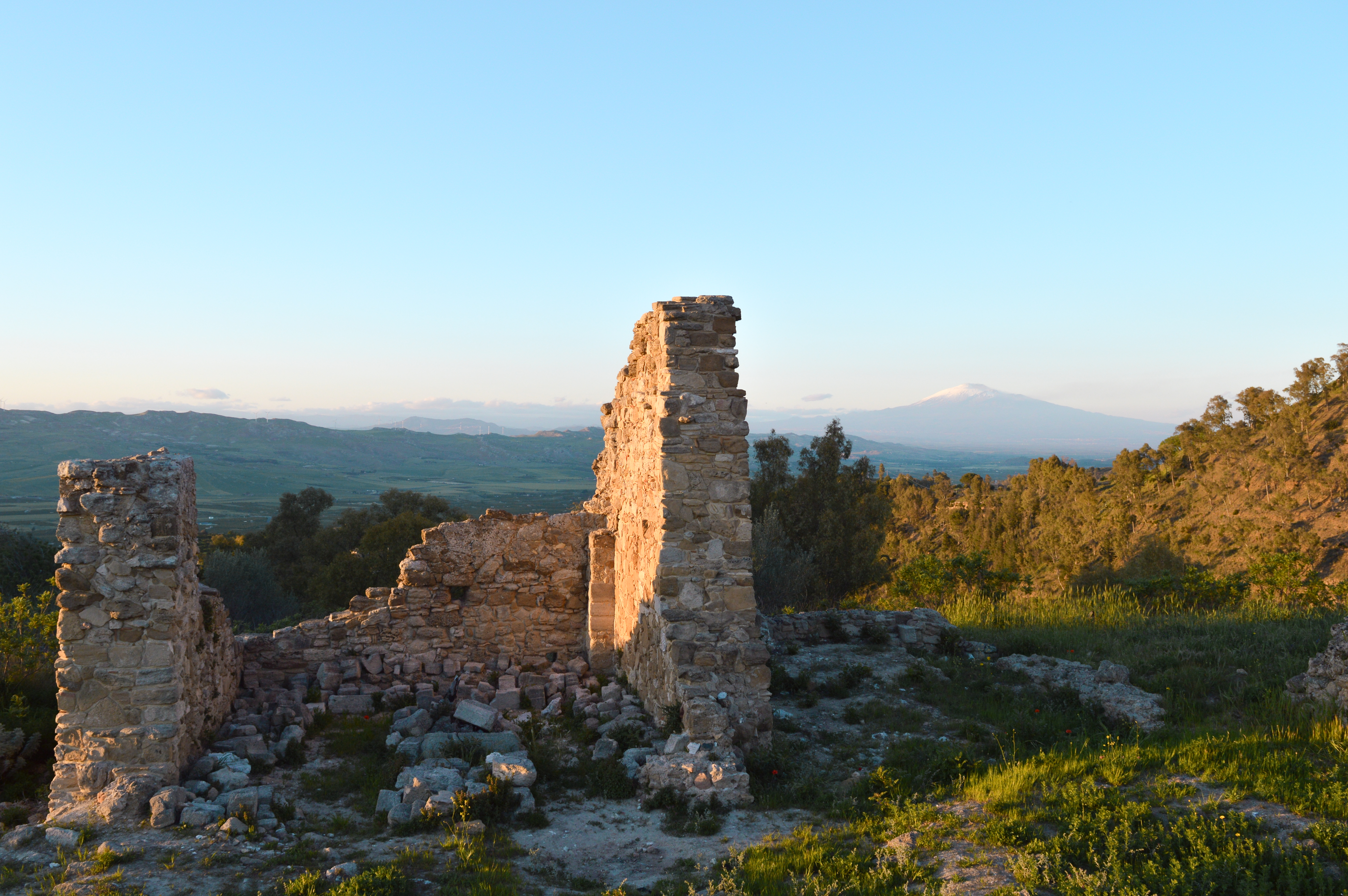

## Galleria d'immagini

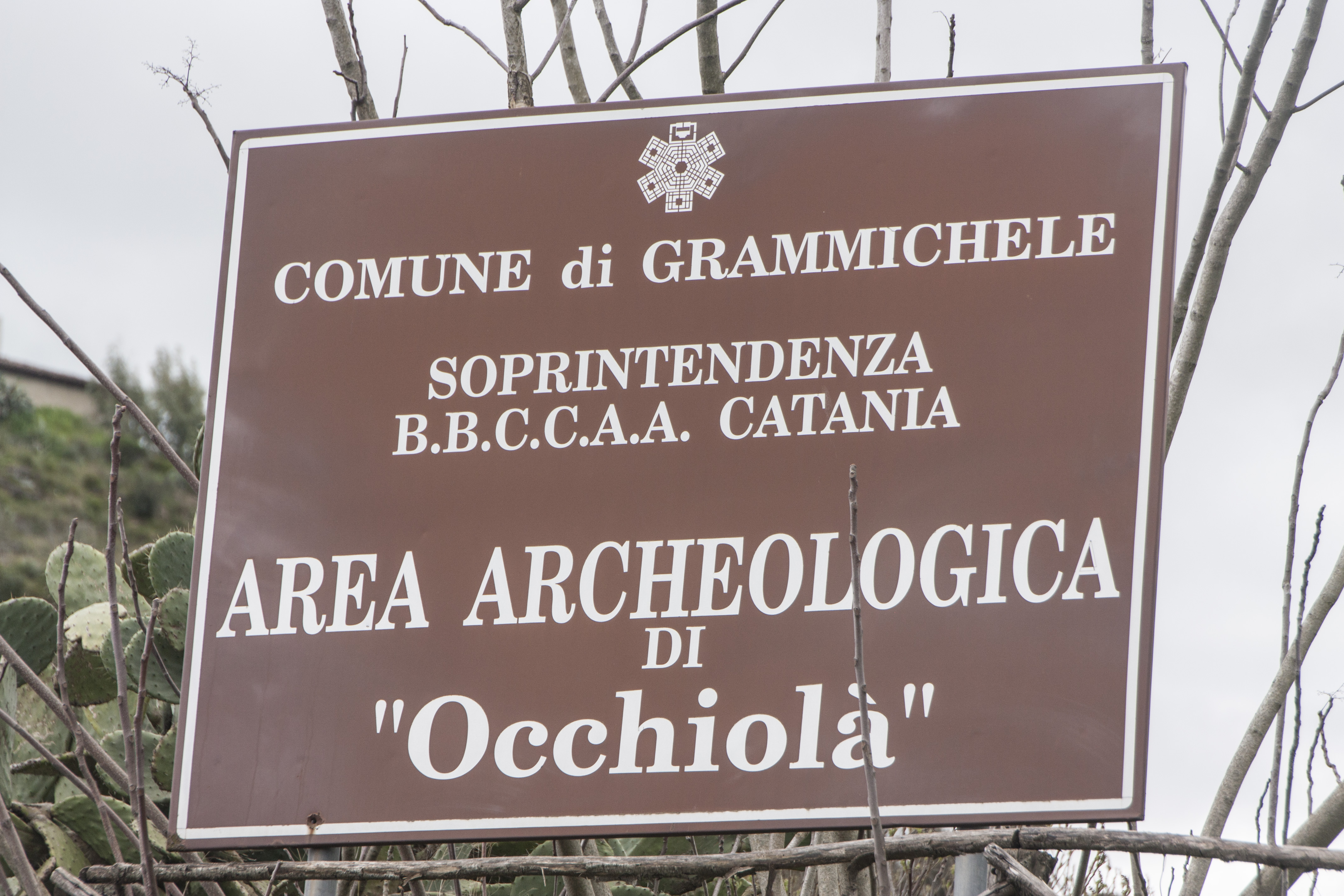
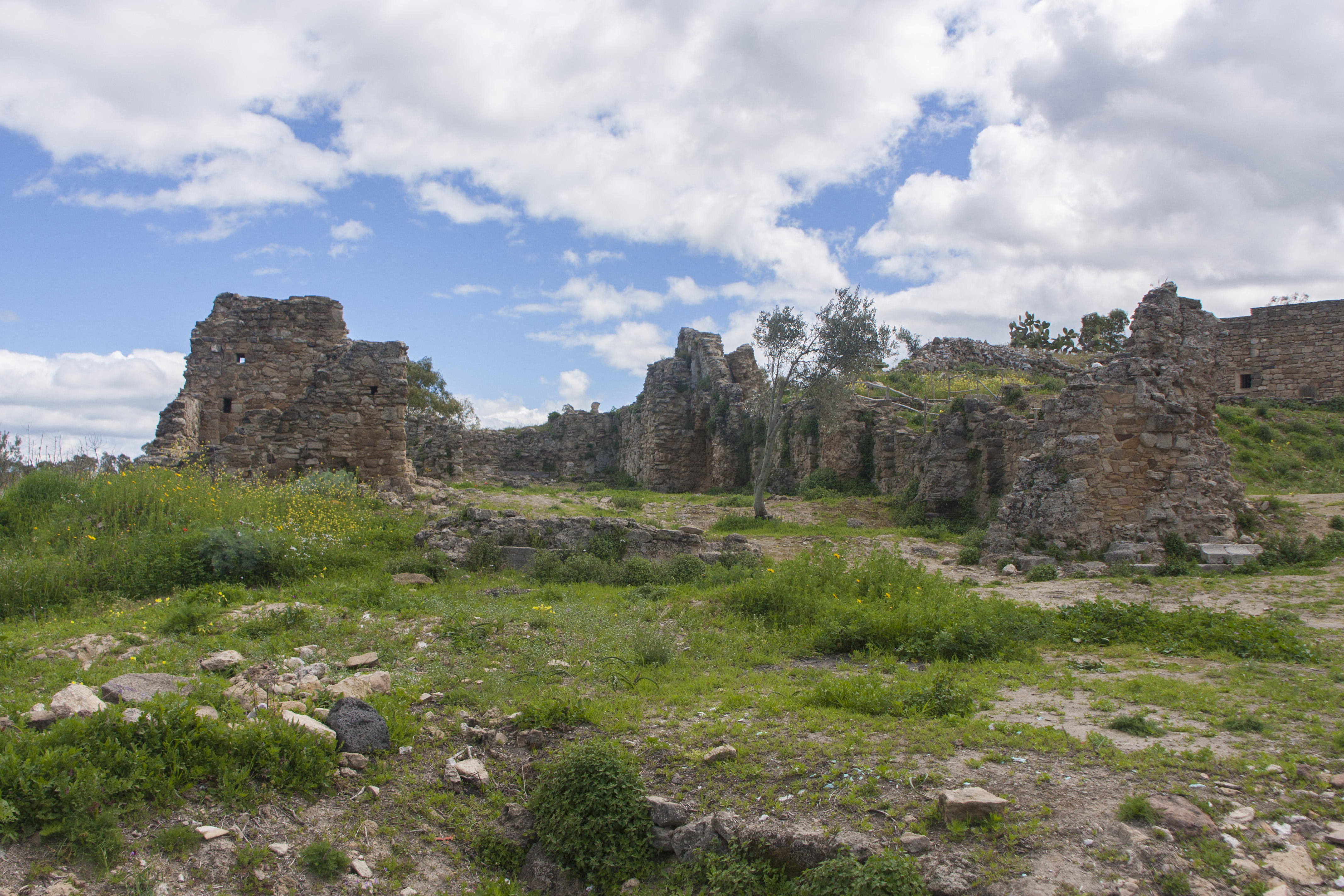
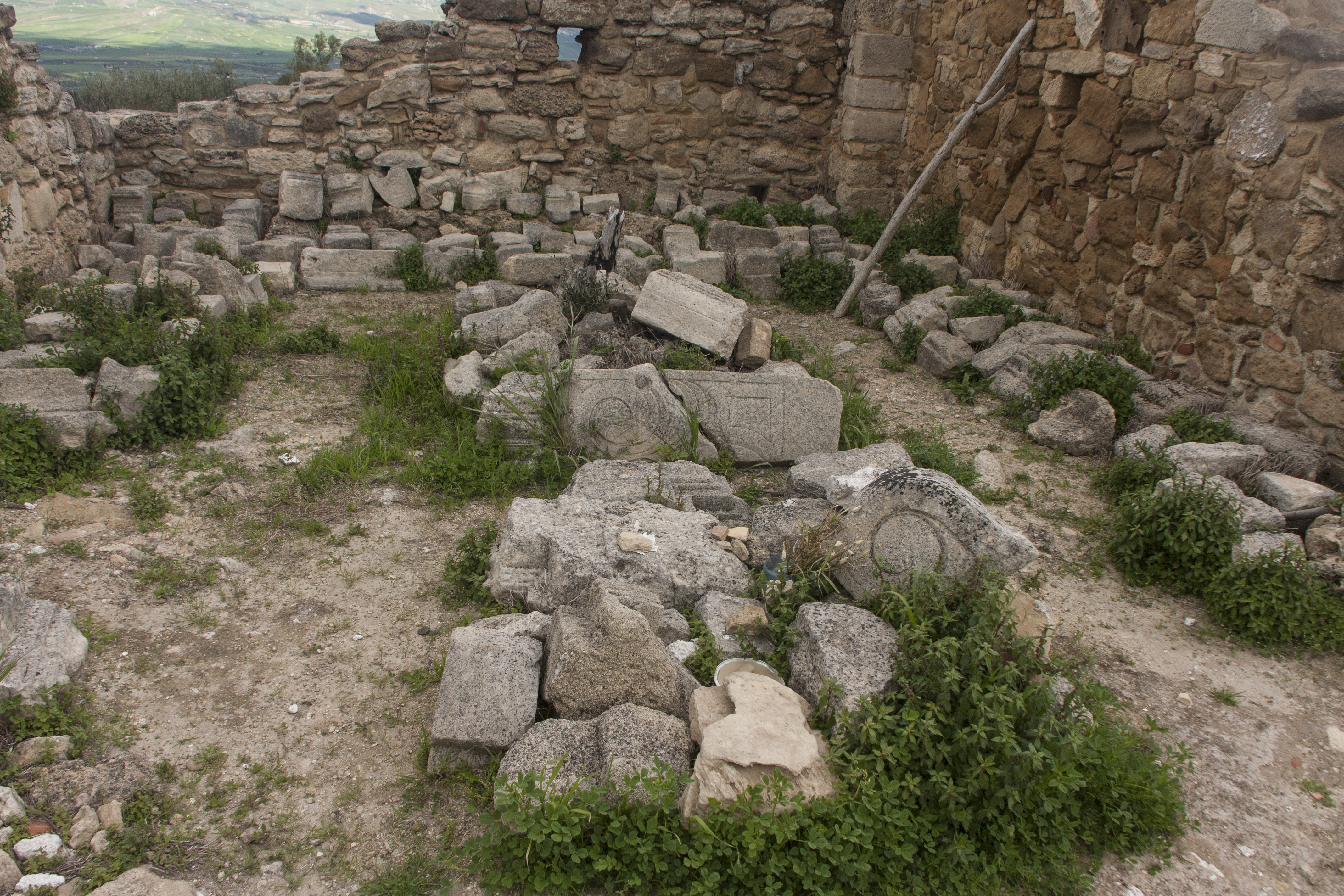
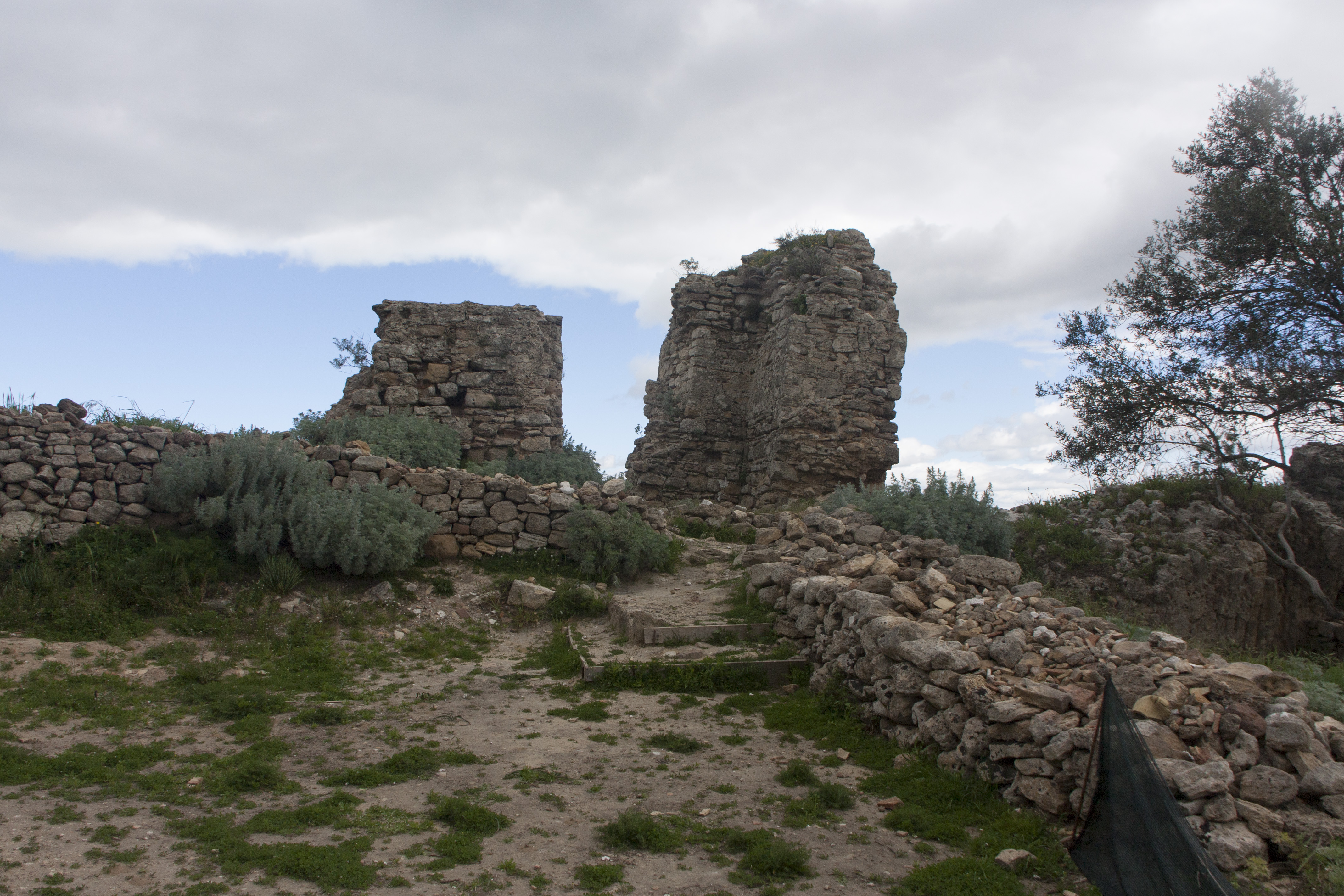